# COMPLETE (稲垣潤一のアルバム)
「COMPLETE」（コンプリート）は、1985年8月22日にリリースされた稲垣潤一1枚目のベスト・アルバム。

## 解説
未発表曲「アウトサイダー」収録。1枚目～3枚目のアルバムから選曲。

## 収録曲
1. ドラマティック・レイン
2. ジンで朝まで
3. バハマ・エアポート
4. 246:3AM
5. フェード・アウト
6. SHYLIGHTS
7. 雨のリグレット
8. アウトサイダー（未発表曲）
9. ロング・バージョン
10. 夏のクラクション
11. エスケイプ
12. 生まれる前にあなたと…